# 164 (число)
Вижте пояснителната страница за други значения на 164.
164 (сто шестдесет и четири) е естествено, цяло число, следващо 163 и предхождащо 165.
Сто шестдесет и четири с арабски цифри се записва „164“, а с римски цифри – „CLXIV“. Числото 164 е съставено от три цифри от позиционните бройни системи – 1 (едно), 6 (шест), 4 (четири).

## Общи сведения
- 164 е четно число.
- 164-тият ден от годината е 13 юни.
- 164 е година от Новата ера.